# Лігатура (типографія)

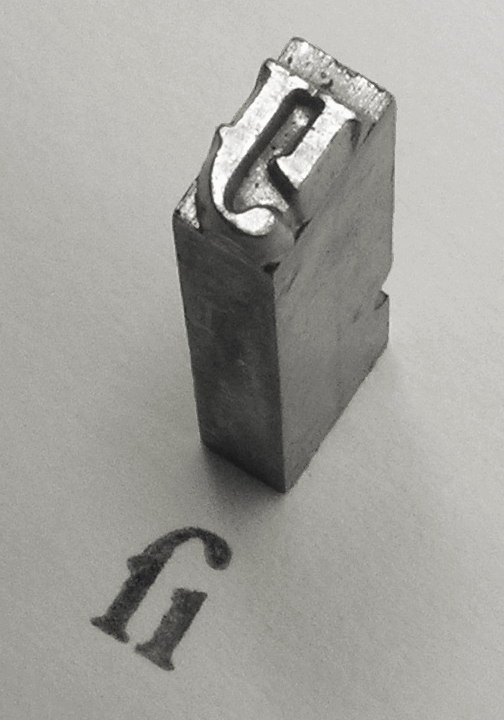
Форма і відбиток лігатури, що складається з літер s (старий, «довгий» варіант літери) та i, шрифт Garamond, 12-й кегль

Лігату́ра в типографії (лат. ligatura від лат. ligo — зв'язую) — об'єднання знаків двох літер в один друкований символ для гармонійнішого вигляду шрифта в наборі.

Типові лігатури латинської абетки

Найпоширенішими лігатурами латинської абетки є ﬂ (fl), ﬁ (fi).
Знак амперсанда «&» також є видозміненою лігатурою символів «e» і «t» (від лат. et — і), що помітніше в курсивних варіантах цього символу.
У кирилиці лігатури використовують менше, зокрема в українській мові — лише в окремих жирних шрифтах для символів «ії» та «її». У сербській та македонській абетках існують літери Љ та Њ, які є лігатурами Л з Ь та Н з Ь відповідно.
Лігатура як художній прийом є дуже поширеним в логотипах.
Коли лігатурою двох окремих літер стало позначається певний звук, таку лігатуру називають диграфом чи диграммою. Наприклад, у французькій мові, часто вживається диграф œ.